# Без сбогуване
Без сбогуване (на китайски: 谎言西西里, на английски: Never Said Goodbye) е романтичен филм от 2016 г., режисиран от Лин Ю Сиен, с участието на И Джун Ги, Джоу Дуню и Итън Жуан. Филмът е корейско-китайска продукция, а премиерата му в Китай се състои на 9 август 2016 г. Това е сърцераздирателна история за корейски студент, страдащ от тумор в мозъка, който подготвя предварително погребението си и насърчава приятелката си да започне нов живот.

## Сюжет
Джун Хо (И Джун Ги) е корейски студент, отгледан от по-голямата си сестра в Италия, който отива да учи и работи в Шанхай. Той среща Сяою в университета и двамата се влюбват един в друг. Но Джун Хо открива, че страда от рак на мозъка и му остават само 6 месеца живот. Вместо да кара Сяою да го гледа как умира, той решава да се раздели с нея под претекст, че иска да се върне в Италия, за да осъществи детската си мечта – да учи опера. На парти, на което е събрал всичките си приятели, той показва самолетния си билет, а Сяою се опитва да го разубеди. След ожесточена битка Джун Хо я напуска и заминава още същата нощ.
Първата половина на филма се концентрира върху Сяою. Преди да се разделят, двамата с Джун Хо са работили заедно като интериорни дизайнери във фирма в Шанхай. Тя трябва да преодолее не само емоциите си от раздялата, но и да се справи с натиска на работното си място. Три месеца по-късно, Сяою все още не успява да го забрави и се надява той да се върне. Тогава Джун Хо фалшифицира смъртта си в Италия с помощта на по-голямата си сестра и организира погребение, за да може Сяою най-накрая да продължи живота си. Но нещата само се влошават за Сяою, тъй като тя се привързва още по-емоционално към него след „смъртта му“.
Спомените на Сяою за Джун Хо се засилват ден след ден. А приключването на недовършената му работа по дизайна на един бар, е единственото ѝ занимание и основна цел. За нейна изненада всяка вечер работата ѝ, започната през деня, бива завършена от добронамерен непознат. Тя започва да общува с този непознат чрез емотикони, нарисувани на стената. Оказва се, че човекът, работещ в бара през нощта, не е някой друг, а самият Джун Хо, който с помощта на бившия си работодател, г-н Ма, тайно се опитва да изпълни обещанието си „никога да не я изостави“.
Здравословното състояние на Джун Хо се влошава и той е приет в болница за сериозна операция, след която осъзнава, че може да умре скоро. Тогава за последен път Джун Хо решава да се появи пред любимата си, облечен в костюм на мечка, за да я накара да се усмихне отново в прегръдката му.
Филмът завършва с посещението на Сяою в Италия една година по-късно. Там тя отива на гроба на Джун Хо и изслушва всичките му дневници, направени докато е наблюдавал тайно всяка нейна стъпка и се е грижил за нея, живеейки в апартамент точно над нейния.

## Актьорски състав
- И Джун Ги – Джун Хо
- Джоу Дуню – Сяою
- Итън Жуан – Тиан Бо, съсед на Сяою
- Рейза Алимжан – Руби
- Ю Сун - Су Джонг